# Dilkrath
Dilkrath ist ein Ortsteil der Gemeinde Schwalmtal, Kreis Viersen.
Der Ort ist wahrscheinlich im 10. oder 11. Jahrhundert durch Rodung entstanden. Am Ort befindet sich die 1460 errichtete Kirche St. Gertrud. Unter Denkmalschutz stehen darüber hinaus auch das um 1700 erbaute Pfarrhaus mit Anbauten, ein ehemaliges Wohnstallhaus und ein 1792 erbautes Gasthaus an der Boisheimer Straße sowie die ehemalige Dorfschule an der Nordstraße. Zum sportlichen Leben zählt der Fußballverein DJK Fortuna Dilkrath.
Bis zum 1. April 1928 war Dilkrath eine selbständige Zivilgemeinde, dann erfolgte der Zusammenschluss mit Amern St. Georg, hinzu kam einige Jahre später auch Amern St. Anton. Seit dem 1. Januar 1970 ist Dilkrath ein Teil der Gemeinde Schwalmtal.
Der Tornado im Kreis Viersen vom 16. Mai 2018 führte zu Schäden im Ort.